# ラムダ・キューブ

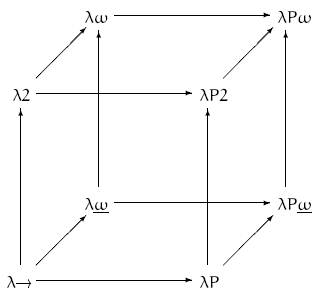
ラムダ・キューブの図。上向き軸はパラメトリック多相、奥向き軸は型オペレータ、右向き軸は依存型。

型理論において、ラムダ・キューブ (Lambda cube) とは、8つの異なる型付きラムダ計算の関係を表した図である。これらの計算体系がそれぞれ型（type）と項（term）の間にどのような依存関係を認めるかを整理したもので、単純型付きラムダ計算から、Calculus of Constructions (CoC)を導くフレームワークになっている。数学者ヘンク・バレンドレフトによって1991年に提唱された。
（右図参照）ラムダキューブの原点は、単純型付きラムダ計算に相当する。三つの座標軸は、Y軸=パラメトリック多相、Z軸=型オペレータ、X軸=依存型に対応している。X, Y, Zの三軸線を融合した終点の{\displaystyle \lambda \Pi \omega }は、Calculus of Constructionsに相当する。
各頂点は、以下の通りである:
λ→
項に依存した項（単純型付きラムダ計算）
一階命題論理
（これを以下全てが含む。）
λ2
型に依存した項（System F）
パラメトリック多相
二階命題論理
λω
型に依存した型（System Fω）
型オペレータ
弱性高階命題論理
λω
型に依存した型、型に依存した項（System Fω）
型構築子
高階命題論理
λ2とλωの融合
λP
項に依存した型（{\displaystyle \lambda \Pi }）
依存型
一階述語論理
λP2
型に依存した項、項に依存した型（{\displaystyle \lambda \Pi 2}）
依存型
二階述語論理
λPとλ2の融合
λPω
項に依存した型、型に依存した型（{\displaystyle \lambda \Pi {\underline {\omega }}}）
依存型
弱性高階述語論理
λPとλωの融合
λC
型に依存した型、型に依存した項、項に依存した型（{\displaystyle \lambda \Pi \omega }）
CoC
高階述語論理
λP2とλPωの融合